# Cupido iphigenides
Cupido iphigenides är en fjärilsart som beskrevs av Otto Staudinger 1886. Cupido iphigenides ingår i släktet Cupido och familjen juvelvingar. Inga underarter finns listade i Catalogue of Life.